# タカキュー
株式会社タカキュー（英: Taka-Q CO.,LTD.）は、紳士・婦人服及び関連洋品雑貨を販売する企業。

## 沿革
- 1947年 - 創業者の高久（たかく）泰憲が新宿駅西口の4坪店舗で紳士衣料店を個人創業する。高久は東京大学文学部印度哲学科を卒業後、文部省に入省する。
- 1950年（昭和25年）6月30日 - 株式会社高久を新宿区本店で設立[1]し、紳士衣料品の販売を開始する。
- 1964年（昭和39年）5月 - トレードマークとして「taka-Q」の使用を開始する。
- 1969年（昭和44年） - 店舗のチェーン展開を開始する。
- 1970年（昭和45年）8月 - 本社を東京都新宿区西新宿へ移転する。
- 1976年（昭和51年）2月 - デザイナーのALEXANDER JULIAN（アレキサンダージュリアン）と契約する。
- 1981年（昭和56年）10月 - 婦人服専門店のチェーン展開を目的として株式会社メルスを設立する。
- 1983年（昭和58年）3月 - POSシステムを導入する。
- 1984年（昭和59年）
  - 5月 - 株式会社タカキューへ商号を変更[1]する。
  - 9月 - 社団法人日本証券業協会東京地区協会に店頭販売銘柄として株式を登録、公開する。
- 1986年（昭和61年）
  - 4月 - ヤングカジュアル衣料専門店のチェーン展開を目的として株式会社ムービンを設立する。
  - 11月 - 東京証券取引所市場第二部に上場[1]する。
- 1987年（昭和62年）11月 - 本社を東京都新宿区下落合へ移転する。
- 1988年（昭和63年）3月 - 衣料品修理加工部門のリフォームセンターを分離してテイエムエムサービス株式会社を設立する。
- 1989年（平成元年）8月 - 東京証券取引所市場第一部へ指定替え[1]する。
- 1990年（平成2年）1月 - 大阪証券取引所市場第一部に上場[1]する。
- 1992年（平成4年）8月 - ジャスコ株式会社と「業務及び資本提携契約」を締結[1]する。
- 1993年（平成5年）3月 - レディス部門を子会社の株式会社メルスへ営業譲渡[1]する。
- 1994年（平成6年）5月 - 本社を東京都板橋区板橋へ移転する。
- 1998年（平成8年）7月 - 株式会社ムービンから営業全部を譲受[1]してムービンを清算する。
- 1999年（平成11年）3月 - 基幹システムをPOSシステム含み全面的に刷新する。
- 2000年（平成12年）4月 - 株式会社メルスの全株式をジャスコ株式会社に譲渡する。
- 2001年（平成13年）3月 - 物流センターを埼玉県戸田市から、東京都新宿区中野へ移転する。
- 2003年（平成15年）8月 - 大阪証券取引所市場第一部の上場を廃止する。
- 2005年（平成17年）5月 - 物流センターを愛知県名古屋市へ移転する。
- 2011年（平成23年）10月 - 下請業者に対して納入商品の不当な減額を求めたなど、公正取引委員会から下請法違反で勧告を受ける。
- 2013年（平成25年）9月　- 関西地区旗艦店「タカキュー京都四条店」が、環境省「省エネ・照明デザインアワード」優秀事例賞を受賞し、京都市「優良意匠野外広告物」指定を受ける。
- 2014年（平成26年）9月 - ECサイトを一新してインターネット通信販売の体制を強化する。
- 2017年（平成29年）2月 - ビッグサイズ紳士衣料専門店「グランバック」事業を株式会社ダイエーから承継する。
- 2024年（令和6年）
  - 1月 - 株式会社地域経済活性化支援機構による支援決定を受ける。同時にイオン株式会社と資本・業務提携を解消[4][5]。
  - 6月 - 株式会社地域経済活性化支援機構による支援が終了[6]。

## 地域経済活性化支援機構による支援へ
タカキューは、新型コロナウイルスの影響により業績が悪化し、2022年2月期までの4期にわたり最終赤字を計上した他、2022年2月期には約8億円の債務超過に転落した。東京証券取引所はタカキューを新市場区分の上場廃止基準における改善期間入り（新型コロナウイルス感染症の影響に起因するものと認められたため2022年3月1日から2024年2月29日までの2年間）に指定した。2023年2月期も債務超過は解消されず、同年11月時点では債務超過の額は約18億円にまで悪化していた他、金融機関からの借り入れ額も約40億円に上っていた。
タカキューは2024年1月25日、上場廃止基準における改善期間内において、2024年2月期においても債務超過を解消できない旨を発表した他、東京証券取引所も同日にタカキューを監理銘柄（確認中）に指定した。同日には、タカキュー、みずほ銀行、グロースパートナーズの連名で、地域経済活性化支援機構に対して支援を申請し、同日に地域経済活性化支援機構による支援の決定を受けた。同時にグロースパートナーズとの間で事業提携を行う事を発表した他、イオンとの間で締結していた資本・業務提携を解消した。ただし、イオングループ各社との間で現在行っている賃貸借契約・出向などの提携は継続するとしている。
地域経済活性化支援機構による支援内容は、15億円の債権放棄と金融機関に対して第三者割当増資を実施した上で5億円を調達する他、グロースパートナーズに対しても第三者割当増資を実施した上で5億円を調達するなどの内容となっている。タカキューは3月28日に東京証券取引所に対して事業再生計画を提出。東京証券取引所は4月10日に再建計画が適当であると判断。同日に監理銘柄（確認中）を解除した上で上場が維持される事になった。
2024年4月30日にみずほ銀行、商工組合中央金庫、三井住友信託銀行、オリックス、城ヶ島合同会社などに対して第三者割当増資を実施したと同時に、イオンは筆頭株主ではなくなった。同年6月13日には地域経済活性化支援機構による支援が終了した。2024年2月期において約19億円の3期連続となる債務超過となったが、事業再生計画により上場廃止とはならない。ただし、2025年2月期において債務超過となった場合は上場廃止となる。

## 店舗及び取扱いブランド
- 店舗数 156店舗（2022年10月5日現在）
  - TAKA:Q（タカキュー）
  - MALE&Co.（メイルアンドコー）
  - WilkesBashford（ウィルクス・バッシュフォード）
  - m.f. editorial（エム・エフ・エディトリアル）
  - semanticdesign（セマンティック・デザイン）
  - around the shoes（アラウンド・ザ・シューズ）
  - SHIRTS CODE（シャツ・コード）
  - GRAND BACK（グランバック）

## 関連会社
- テイエムエムサービス株式会社

## 関連
- 洋服
- 紳士服量販店
- 日本の企業一覧 (小売業)
- ポルシェ・956 - 1980年代にモータースポーツをスポンサードして「taka-Qカラー」にカラーリングされた。
- トヨタ・88C-V
- トヨタ・89C-V - 1989年に「taka-Qカラー」で参戦した。